# Dare Rose
Oludare Anthony Rose (conocido como Dare Rose; Nueva York, 1 de noviembre de 2002) es un deportista estadounidense que compite en natación.
Ganó tres medallas en el Campeonato Mundial de Natación, en los años 2023 y 2025, y dos medallas de plata en el Campeonato Mundial de Natación en Piscina Corta de 2024.
Estudió el grado de Estudios Americanos en la Universidad de California en Berkeley.

## Palmarés internacional
| Campeonato Mundial                  | Campeonato Mundial  | Campeonato Mundial | Campeonato Mundial      |
| Año                                 | Lugar               | Medalla            | Prueba                  |
| ----------------------------------- | ------------------- | ------------------ | ----------------------- |
| 2023                                | Fukuoka (Japón)     | Medalla de oro     | 4 × 100 m estilos       |
| 2023                                | Fukuoka (Japón)     | Medalla de bronce  | 100 m mariposa          |
| 2025                                | Singapur (Singapur) | Medalla de bronce  | 4 × 100 m estilos       |
| Campeonato Mundial en Piscina Corta |                     |                    |                         |
| Año                                 | Lugar               | Medalla            | Prueba                  |
| 2024                                | Budapest (Hungría)  | Medalla de plata   | 4 × 100 m estilos       |
| 2024                                | Budapest (Hungría)  | Medalla de plata   | 4 × 100 m estilos mixto |